# Typ 1500 (tramwaje w Mediolanie)
Typ 1500 – seria 502 wagonów silnikowych mediolańskiego przedsiębiorstwa Azienda Trasporti Milanesi, które jest operatorem miejscowej sieci tramwajowej. Inne oznaczenia brzmią – w oparciu o rok rozpoczęcia produkcji – 1928 lub Ventotto (włoskie określenie liczebnika dwadzieścia osiem), Carrelli (wagon o wózkach napędowych) lub Peter Witt. Te czteroosiowe, czterosilnikowe, wysokopodłogowe wagony jednokierunkowe posiadają nadwozie o konstrukcji drewnianej i hamulce zespolone. Dwa prototypy, którym nadano numery taborowe 1501 i 1502, powstały w latach 1927–1928, a 500 wagonów wytworzonych w ramach produkcji seryjnej zbudowano w latach 1928–1930; otrzymały one numerację z zakresu 1503–2002. Z powodu ich stosunkowo małej pojemności obsługują one linie o niewielkiej liczbie pasażerów: 1, 5, 10, 19 oraz 33.

## Historia
Konstrukcja tramwajów serii Ventotto opiera się na wagonach typu Peter Witt, wytwarzanych od 1914 r. w Stanach Zjednoczonych. W procesie produkcji 502 wagonów dla Mediolanu uczestniczyło 6 zakładów. Wózki dostarczyła fabryka FIAT. Poniższa tabela zawiera listę przedsiębiorstw wraz z liczbą wyprodukowanych przez nie egzemplarzy i numerami taborowymi:
| Nazwa zakładu                              | Liczba wagonów | Numery taborowe |
| ------------------------------------------ | -------------- | --------------- |
| Società Italiana Carminati & Toselli       | 112            | 1501–1612       |
| Società Italiana Ernesto Breda             | 110            | 1613–1722       |
| Officine Meccaniche di Reggio Emilia       | 50             | 1723–1772       |
| Officine Meccaniche (OM)                   | 110            | 1773–1882       |
| Officine Elettroferroviarie Tallero (OEFT) | 110            | 1883–1992       |
| Officine Meccaniche Lodigiane (OML)        | 10             | 1993–2002       |

Podobne wagony zostały również zakupione przez miasta: Genua, Neapol, Padwa, Triest, Turyn i Madryt. We Frankfurcie nad Menem około 1930 roku testowano jeden tramwaj serii 1500 z Mediolanu; miasto nie zdecydowało się ostatecznie na zakup tych wagonów.
11 mediolańskich wagonów przekazanych zostało do San Francisco, gdzie skierowano je do obsługi linii F Market & Wharves.

## Galeria

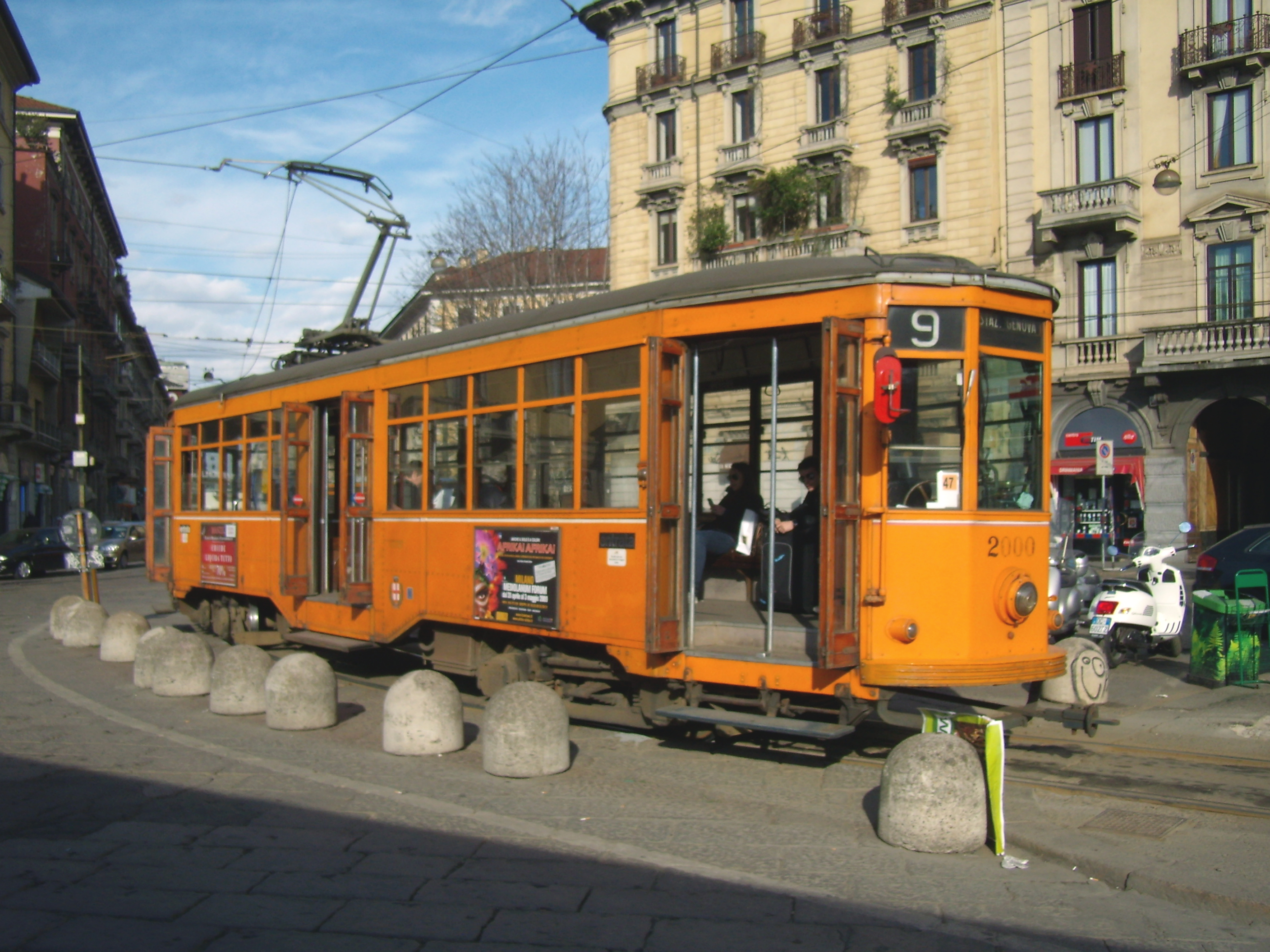
Wagon nr 2000 jeszcze w 2009 r. posiadał pomarańczowe malowanie z lat 70. XX wieku
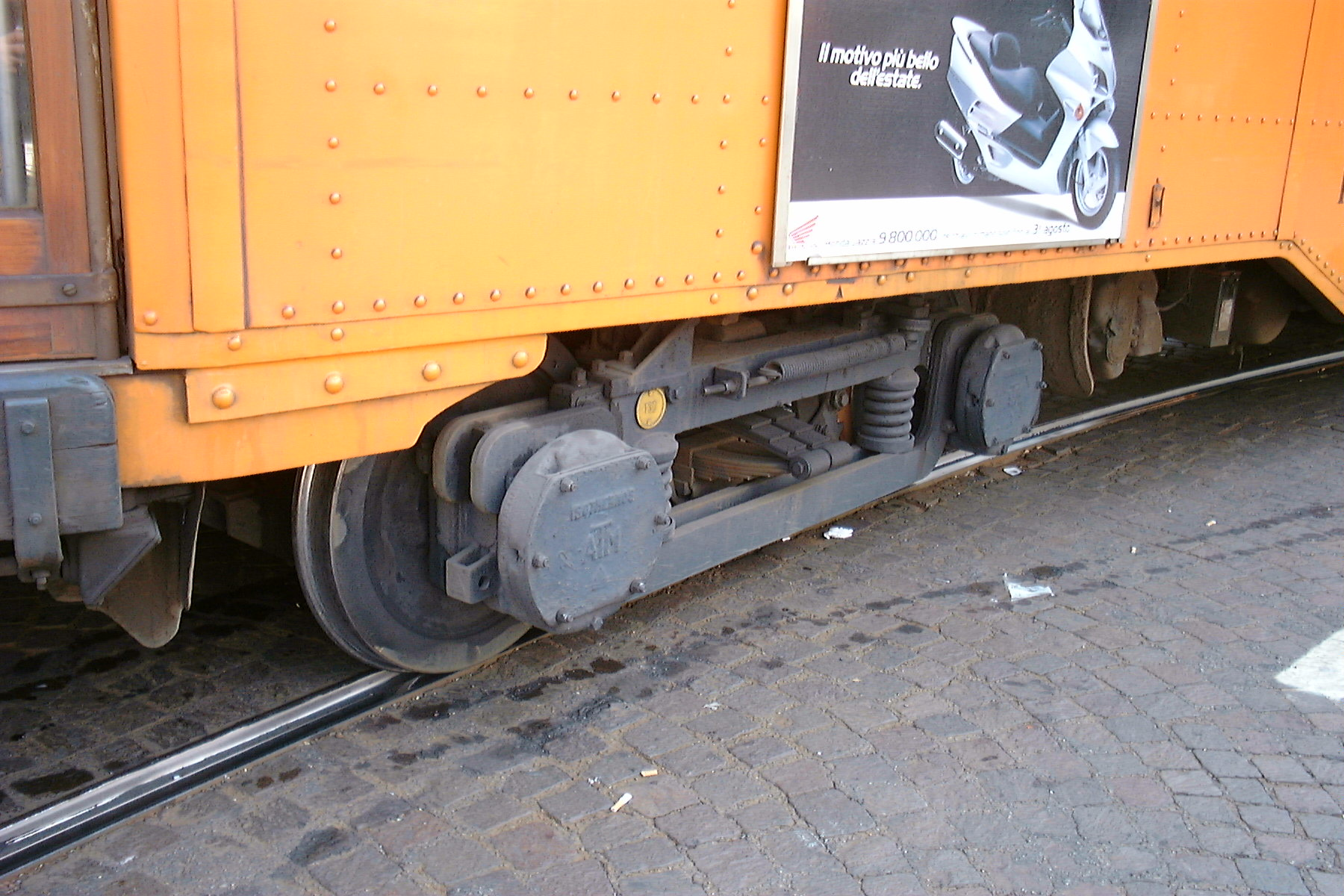
Wygląd wózka tramwaju
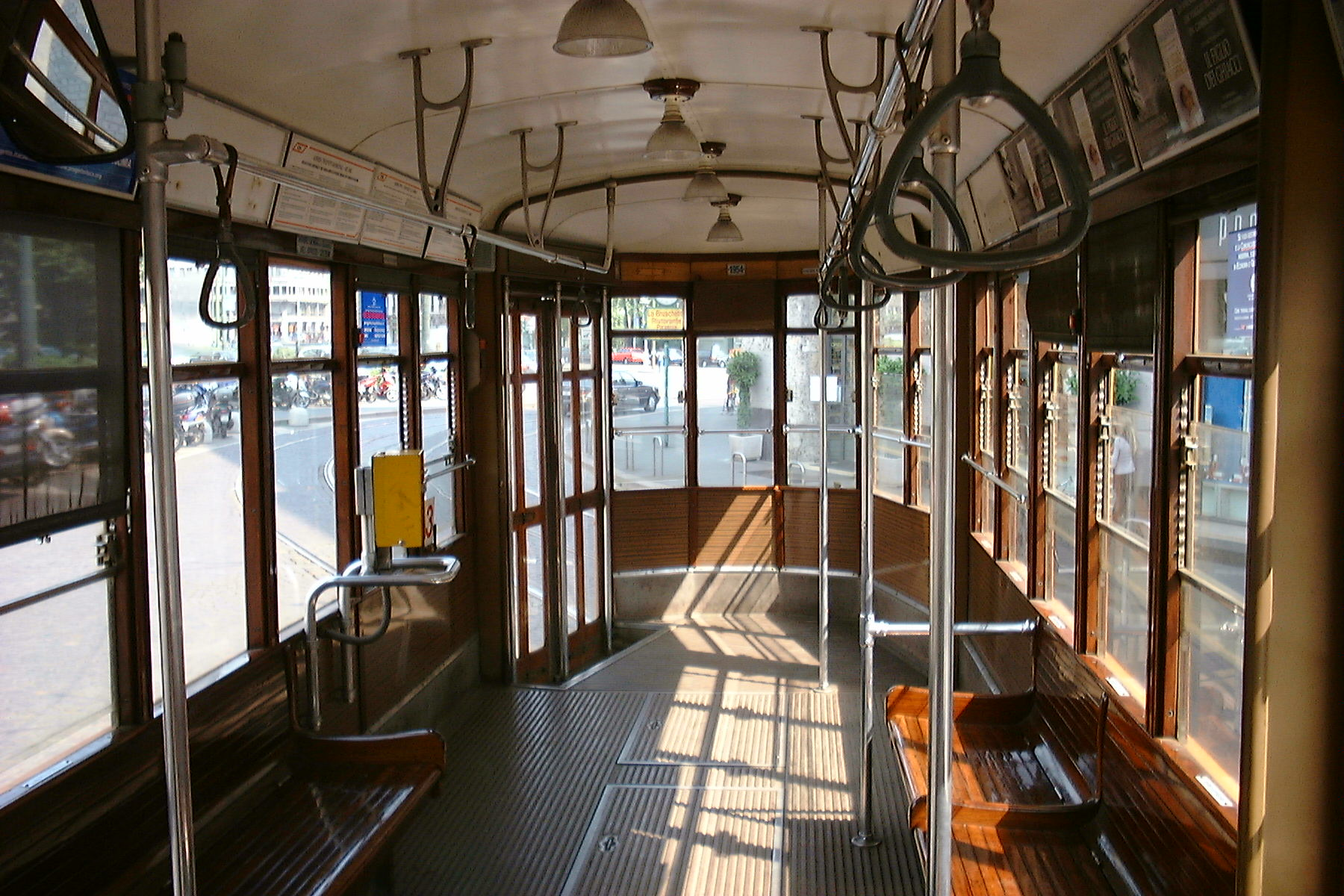
Wnętrze tramwaju
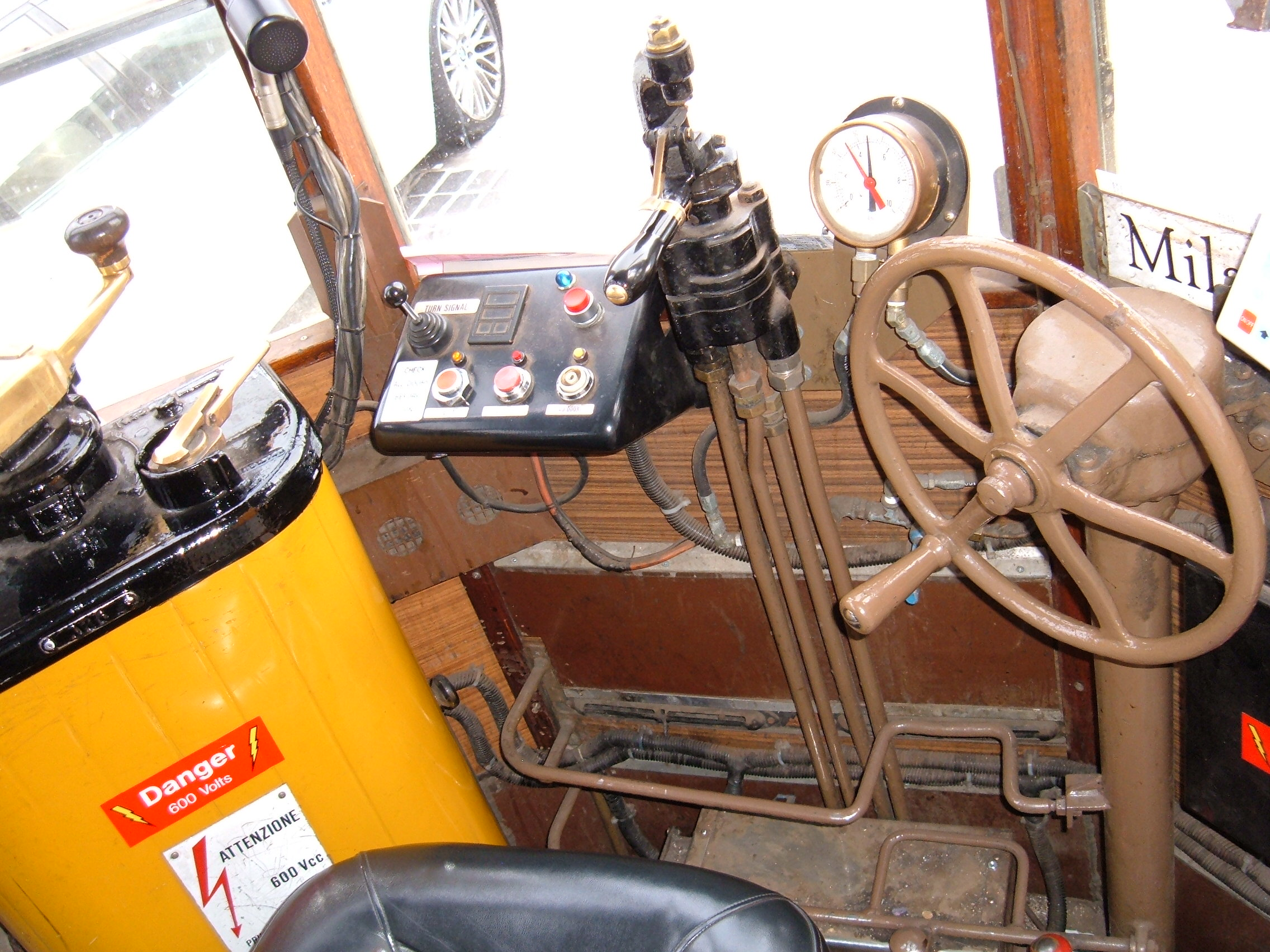
Pulpit w kabinie motorniczego
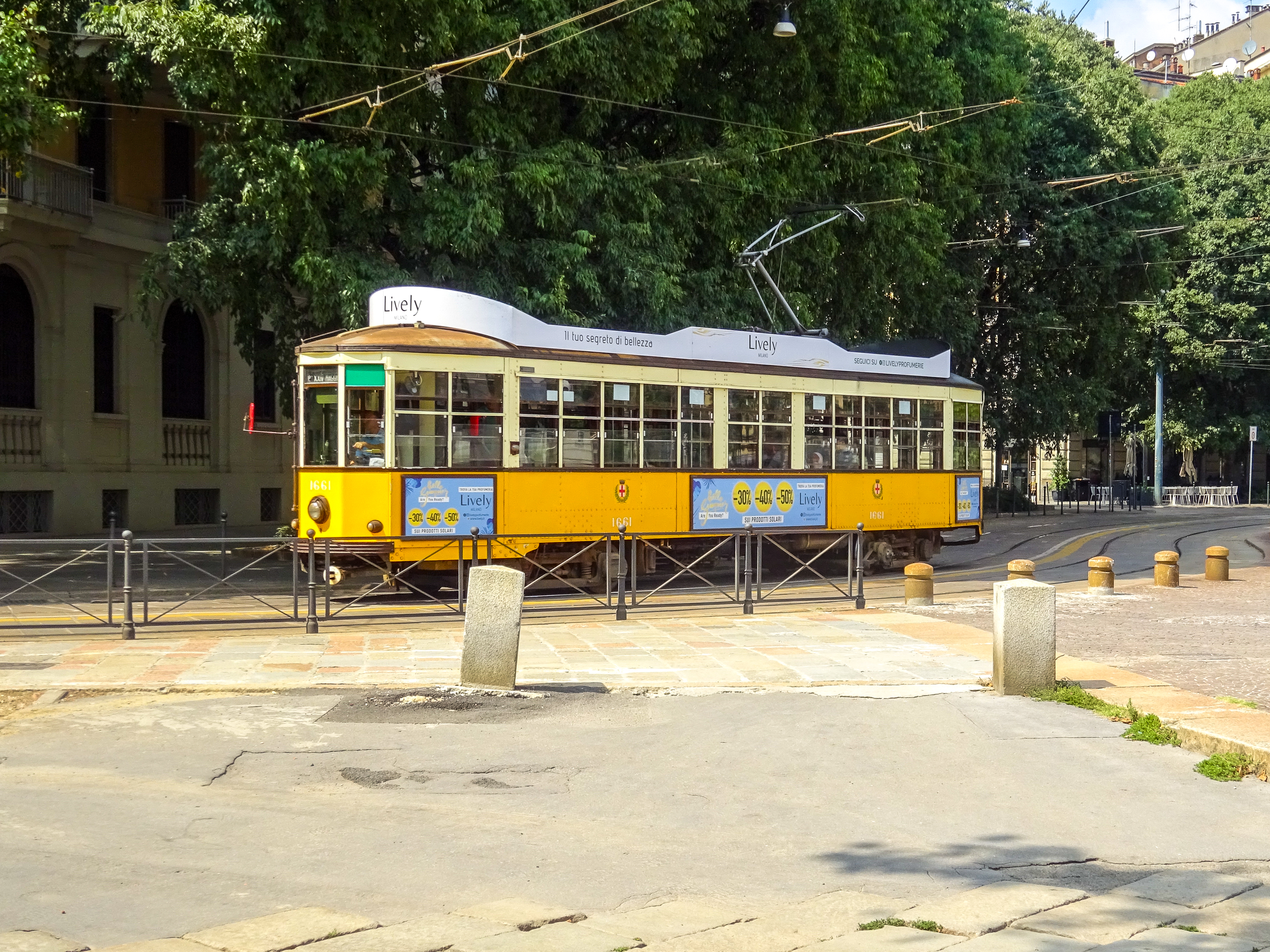
Wagon nr 1661. Sierpień 2019